# Sean Flynn (attore)
Sean Flynn, pseudonimo di Sean Rio Amir (Los Angeles, 14 luglio 1989), è un attore e chitarrista statunitense conosciuto per aver interpretato il ruolo di Chase Matthews nel telefilm di Nickelodeon Zoey 101.

## Biografia
Sean Flynn è nato a Los Angeles, California da Gideon Amir e Rory Flynn. È stato chiamato Sean in onore dello zio, Sean Flynn, scomparso in Cambogia nel 1970. I suoi nonni materni erano gli attori Errol Flynn e Nora Eddington. Ha frequentato la Milken Community High School di Los Angeles.
Nel 2009 ha pubblicato un EP, intitolato Songs I Wrote. Nel 2015 appare in un video di Dan Schneider, chiamata What Did Zoey Say?, in cui si viene a sapere cosa disse Zoey (Jamie Lynn Spears) di Zoey 101 nel CD che sotterrò nella capsula del tempo 10 anni prima su di lui nella serie TV.

## Filmografia

### Cinema
- Simon Birch, regia di Mark Steven Johnson (1998)
- Alex in Wonder, regia di Drew Ann Rosenberg (2001)
- According to Spencer, regia di Shane Edelman (2001)
- Bancopaz (Scorched), regia di Gavin Grazer (2003)
- Hatfields & McCoys: Cattivo sangue (Hatfields and McCoys: Bad Blood), regia di Fred Olen Ray (2012)
- Return of the Killer Shrews, regia di Steve Latshaw (2012)
- The Last of Robin Hood, regia di Richard Glatzer e Wash Westmoreland (2013)
- Zoey 102 , regia di Nancy Hower (2023)

### Televisione
- I viaggiatori (Sliders) – serie TV, episodio 3x12 (1996)
- Hype – serie TV, episodio 1x02 (2000)
- The Snobs, regia di Pamela Fryman – film TV (2003)
- Zoey 101 – serie TV, 51 episodi (2005-2008)
- Devious Maids - Panni sporchi a Beverly Hills (Devious Maids) – serie TV, 4 episodi (2014)
- Wuthering High, regia di Anthony DiBlasi – film TV (2015)
- The Magic Studio, regia di Matthew Underwood – film TV (2017)
- The Golden Stars, regia di Matthew Underwood – film TV (2017)
- Entertainment Tonight – programma TV, puntata 39x263 (2020)
- All That – serie TV, episodio 11x28 (2020)

### Cortometraggi
- The Grail, regia di Joie Gharrity (1999)
- Zoey 101: Behind the Scenes, regia di Mitch Gavin (2008)
- What Did Zoey Say?, regia di Steve Hoefer (2015)
- The Unicorn Sisters, regia di Martin Maryska e Matthew Underwood (2019)
- Jamie Lynn Spears & Chantel Jeffries: Follow Me, regia di Philip Andelman (2020)

## Doppiaggio
- Ragazzo arabo ne I Griffin (ep.3x20-Viaggio in Europa) (2002)

## Discografia

### Album

#### EP
- Songs I Wrote (2009)